# Dulek
Dulek je kultivar zimske tikve koja je okrugla sa glatkom, blago rebrastom korom, i najčešće tamno žute do narandžaste boje. Debela kora sadrži seme i pulpu. Vrsta koji se najčešće koristi za kultivaciju je Cucurbita pepo, mada se neki kultivari vrsta Cucurbita maxima, C. argyrosperma, i C. moschata sličnog izgleda isto tako ponekad nazivaju „dulekom”.

## Etimologija i terminologija
Engleski naziv pumpkin potiče od reči pepon (πέπων), što je grčki za „velika dinja”, nešto okruglo i veliko. Francuzi su adaptirali ovu reč u pompon, što su Britanci izmenili u pumpion, a kod kasnijih američkih kolonista se ustalila reč pumpkin.
Izraz dulek nema usaglašeno botaničko ili naučno značenje, i upotrebljava se za bilo „tikve” ili „zimske tikve”. U Severnoj Americi i Velikoj Britaniji dulek se tradicionalno odnosi samo na određene okrugle narandžaste sorte zimske tikve, pretežno izvedene iz vrste Cucurbita pepo, dok se u novozelandskom i australijskom žargonu termin dulek generalno odnosi na sve zimske tikve.

## Opis
Duleci, poput drugih tikvi, vode poreklo iz severoistočnog Meksika i južnih Sjedinjenih Država. Najstarija evidencija su fragmenti duleka koji su datirani na period između 7.000 i 5.500 pne nađeni u Meksiku. Plod duleka je tip botaničkog povrća poznat kao bobica.
Tradicionalni C. pepo duleci generalno teže između 3 i 8 kilograma, mada najveći kultivari (vrste C. maxima) regularno dosežu težine od preko 34 kg (75 lb).
Boja duleka je izvedena iz narandžastih karotenoidnih pigmenata, uključujući beta-kriptoksantin, alfa i beta karotene, svi od kojih su jedinjenja provitamina A koja bivaju konvertovana u vitamin A u telu.

## Taksonomija
Svi duleci su zimske tikve, zreli plodovi određene vrste iz roda Cucurbita. Karakteristike koje se obično koriste za definisanje „bundeve” uključuju glatku i blago rebrastu koru, i tamno žutu do narandžaste boje. Od oko 2005. godine, bele bundeve su počele da postaju sve popularnije u Sjedinjenim Državama. Postoje i druge boje, uključujući tamno zelenu (kao i kod nekih vrsta koje se koriste radi ulja bundevinog semena).

## Kultivacija
Bundeve se uzgajaju širom sveta iz različitih razloga, od poljoprivrednih namena (poput hrane za životinje) do komercijalne i ukrasne prodaje. Od sedam kontinenata, samo Antarktik nije podesan za proizvodnju bundeva. Tradicionalna američka bundeva koja se koristi za džek-o'-Lanterne je sorta konektikatskih poljskih duleka.

## Produkcija
| Produkcija duleka – 2017 (uključuje tikve golice i tikvice) | Produkcija duleka – 2017 (uključuje tikve golice i tikvice) |
| Zemlja                                                      | (miliona tona)                                              |
| ----------------------------------------------------------- | ----------------------------------------------------------- |
| Kina                                                        | 8.0                                                         |
| Indija                                                      | 5.1                                                         |
| Rusija                                                      | 1.2                                                         |
| Ukrajina                                                    | 1.2                                                         |
| SAD                                                         | 1.1                                                         |
| Svet                                                        | 27,4                                                        |
| Izvor: FAOSTAT Ujedinjenih nacija                           |                                                             |

### U Sjedinjenim Državama
Kao jedan od najpopularnijih useva u Sjedinjenim Državama, tokom 2017. godine proizvedeno je preko 6,8 × 109 kilograma (15 milijardi funti) bundeve. Savezne države sa najvećom proizvodnjom duleka uključuju Ilinois, Indijanu, Ohajo, Pensilvaniju i Kaliforniju.
Prema Ministarstvu poljoprivrede Ilinoisa, 95% američkih useva namenjenih za preradu uzgaja se u Ilinoisu. Preduzeće Nestle, koje posluje pod robnom markom Libby's, proizvodi 85% prerađene bundeve u Sjedinjenim Državama, u svojoj fabrici u Mortonu, Illinois. U jesen 2009. godine kiša je u Ilinoisu opustošila Nestleov usev, što je u kombinaciji sa relativno slabim rodom iz 2008. iscrpelo rezerve te godine, rezultirajući nestašicom koja je pogodila čitave SAD tokom praznične sezone Dana zahvalnosti. Još jednu nestašicu, nešto manje ozbiljnu, uzrokovao je na usev iz 2015. godine. Usev duleka koji se uzgajaju u zapadnim Sjedinjenim Državama, a koji čini sačinjava 3-4% nacionalnog useva, prvenstveno je namenjen organskom tržištu.
Dulek formira muške i ženske cvetove. Oni moraju biti oplođeni, što obično čine pčele. Bundeve su istorijski bile oprašivane domaćim skvoš pčelama, Peponapis pruinosa, ali je zastupljenost ove vrste pčela opala, verovatno delom usled njene osetljivosti na pesticide (imidakloprid). Prizemne pčele poput skvoš pčela i istočnog bumbara pogodnije su za prenos krupnih čestica polena koje bundeve stvaraju, ali danas većina komercijalnih zasada biva oprašena košnicama medonosnih pčela, koje takođe omogućavaju proizvodnju i prodaju meda proizvedenog od polena bundeve. Ministarstvo poljoprivrede SAD preporučuje jednu košnicu po akru (4.000 m² po košnici, ili 5 košnica na 2 hektara). Ako nema dovoljno pčela za oprašivanje, vrtlari često moraju da vrše ručno oprašivanje. Neadekvatno oprašeni duleci obično počinju da rastu, ali pobacaju pre potpunog razvoja.

### Gigantski duleci
Divovske bundeve su velike tikve sa izgledom poput bundeve koje narastu do izuzetne veličine, sa najvećom čija težina premašuje jednu tonu. Većina su sorte Cucurbita maxima, a razvijene su naporima botaničkih društava i poljoprivrednih entuzijasta.

## Ishrana
Količini od 100 grama sirove bundeva daje 110 kilodžula (26 kilokalorija) energije hrane, i izvrstan je izvor (20% ili više dnevne vrednosti) provitamina A beta-karotena i vitamina A (53% DV) (tabela). Vitamin C je prisutan u umerenom sadržaju (11% DV), ali nema drugih hranljivih sastojaka u značajnim količinama (manje od 10% DV, tabela). Bundeva se sastoji od 92% vode, 6,5% ugljenih hidrata, 0,1% masti i 1% proteina (tabela).

## Literatura
- Ott, Cindy (2012). Pumpkin: The Curious History of an American Icon. Seattle: University of Washington Press. ISBN 978-0-295-99195-5.
- Kreft, S.; Kreft, M. (2007). „Physicochemical and physiological basis of dichromatic colour”. Naturwissenschaften. 94 (11): 935—939. Bibcode:2007NW.....94..935K. PMID 17534588. doi:10.1007/s00114-007-0272-9.
- Kaernbach, C.; Dörre, C. (2006).  Gula, B.; Vitouch, O., ур. „On the color of transparent substances, in Current Psychological Research in Austria” (PDF). Proceedings of the 7th Scientific Conference of the Austrian Psychological Society (ÖGP). Klagenfurt. Архивирано из оригинала (PDF) 4. 11. 2009. г.
- Tyler Herbst, Sharon (2001). „Pumpkin-Seed Oil”. The New Food Lover's Companion (3rd изд.). Barron. стр. 550. Приступљено 14. 2. 2008.
- Bavec F, Grobelnik Mlakar S, Rozman Č, Bavec M (2007). „Oil Pumpkins: Niche for Organic Producers” (PDF). Issues in new crops and new uses. Purdue University Agriculture, Horticulture and Landscape Architecture. Приступљено 2. 9. 2012.
- Robert E. Henshaw, ур. (2011). Environmental History of the Hudson River. Albany, NY: State University of New York Press. ISBN 978-1-4384-4026-2.
- Schulz, Volker, ур. (2004). Rational Phytotherapy: A Reference Guide for Physicians and Pharmacists (5th изд.). Munich: Springer. стр. 304—305. ISBN 978-3-540-40832-1.
- Xiao, S. H.; Keiser, J.; Chen, M. G.; Tanner, M.; Utzinger, J. (2010). „Research and Development of Antischistosomal Drugs in the People's Republic of China a 60-year review”. Advances in Parasitology. 73: 231—295. PMID 20627145. doi:10.1016/S0065-308X(10)73009-8.
- Wu, Yan; Fischer, Warren (1997). Practical Therapeutics of Traditional Chinese Medicine. Taos, NM: Paradigm Publications. стр. 282—283. ISBN 978-0-912111-39-1.
- Hson-Mou Chang; Paul P. H., ур. (2000). Pharmacology and Applications of Chinese Materia Medica, Volume 2. Singapore: World Scientific Publications. стр. 832—836. ISBN 978-981-02-3692-2.
- Xiao, Ning; Yao, Jia-Wen; Ding, Wei; Giraudoux, Patrick; Craig, Philip S.; Ito, Akira (2013). „Priorities for Research and Control of Cstode Zoonoses in Asia”. Infectious Diseases of Poverty. 2 (1:16). PMC 3750256 . PMID 23915395. doi:10.1186/2049-9957-2-16.
- Ito, Akira; Li, T.; Chen, X.; Long, C.; Yanagida, T.; Nakao, M.; Sako, Y.; Okamoto, M.; Wu, Y.; Raoul, F.; Giraudoux, P.; Craig, P. S. (2013). „Mini Review on Chemotherapy of Taeniasis and Cysticercosis Due to Taenia Solium in Asia, and a Case Report With 20 Tapeworms in China” (PDF). Tropical Biomedicine. 30 (2): 164—73. PMID 23959481.

## Spoljašnje veze
- Pumpkins на веб-сајту  (језик: енглески)
- „Pumpkin seed (Cucurbitae peponis semen)”. Heilpflanzen-Welt Bibliothek. Приступљено 25. 3. 2015.